# Труфаново (Климовское сельское поселение)
Труфаново — деревня в Ефимовском городском поселении Бокситогорского района Ленинградской области.

## История
ТРУФАНОВА — деревня Труфановского общества, прихода села Озерева. 

Крестьянских дворов — 19. Строений — 45, в том числе жилых — 23. 

Число жителей по семейным спискам 1879 г.: 54 м. п., 59 ж. п.; по приходским сведениям 1879 г.: 51 м. п., 52 ж. п.

В конце XIX — начале XX века деревня административно относилась к Тарантаевской волости 5-го земского участка 3-го стана Тихвинского уезда Новгородской губернии.

ТРУФАНОВО — деревня Труфановского общества, число дворов — 26, число домов — 41, число жителей: 63 м. п., 65 ж. п.; Занятия жителей: земледелие, лесные заработки. Часовня, лавка. (1910 год)

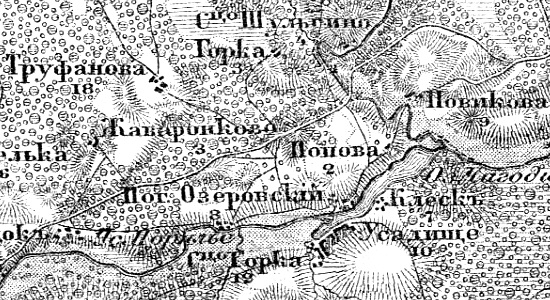
Деревня Труфаново на карте 1912 года

Согласно военно-топографической карте Новгородской губернии издания 1912 года деревня называлась Труфанова и насчитывала 18 крестьянских дворов.
С 1917 по 1918 год деревня входила в состав Тарантаеской волости Тихвинского уезда Новгородской губернии.
С 1918 года, в составе Череповецкой губернии.
С 1924 года, в составе Соминской волости Устюженского уезда.
С 1927 года, в составе Труфановского сельсовета Ефимовского района.
С 1928 года, в составе Озеревского сельсовета.
По данным 1933 года деревня Труфаново входила в состав Озеревского сельсовета Ефимовского района.
В 1940 году население деревни составляло 128 человек.
С 1965 года вновь в составе Бокситогорского района.
По данным 1966 и 1973 годов деревня Труфаново также входила в состав Озеревского сельсовета.
По данным 1990 года деревня Труфаново входила в состав Климовского сельсовета.
В 1997 году в деревне Труфаново Климовской волости проживали 2 человека, в 2002 году — 6 человек (все русские).
В 2007 году в деревне Труфаново Климовского СП проживали 7 человек, в 2010 году — 3.
В мае 2019 года Климовское сельское поселение вошло в состав Ефимовского городского поселения.

## География
Деревня расположена в южной части района к западу от автодороги 41К-030 (Красная Речка — Турандино).
Расстояние до деревни Климово — 15 км.
Расстояние до ближайшей железнодорожной станции Ефимовская — 42 км.

## Демография
| 1997 | 2002 | 2007 | 2010 | 2017 |
| ---- | ---- | ---- | ---- | ---- |
| 2    | ↗6   | ↗7   | ↘3   | →3   |

## Инфраструктура
На 1 января 2013 года в деревне числилось 3 домохозяйства.